# Brackenridgea hookeri
Brackenridgea hookeri är en tvåhjärtbladig växtart som först beskrevs av Jules Émile Planchon, och fick sitt nu gällande namn av Asa Gray. Brackenridgea hookeri ingår i släktet Brackenridgea och familjen Ochnaceae. Inga underarter finns listade i Catalogue of Life.